# Gol da Igualdade
Gol da Igualdade é um empreendimento israelense educacional, social e esporte, para promover a crianças de populações desfavorecidas, e para reunir as crianças de comunidades diferentes, usando o futebol para desenvolver os valores de respeito mútuo, tolerância e amplo espírito, e removendo os obstáculos.

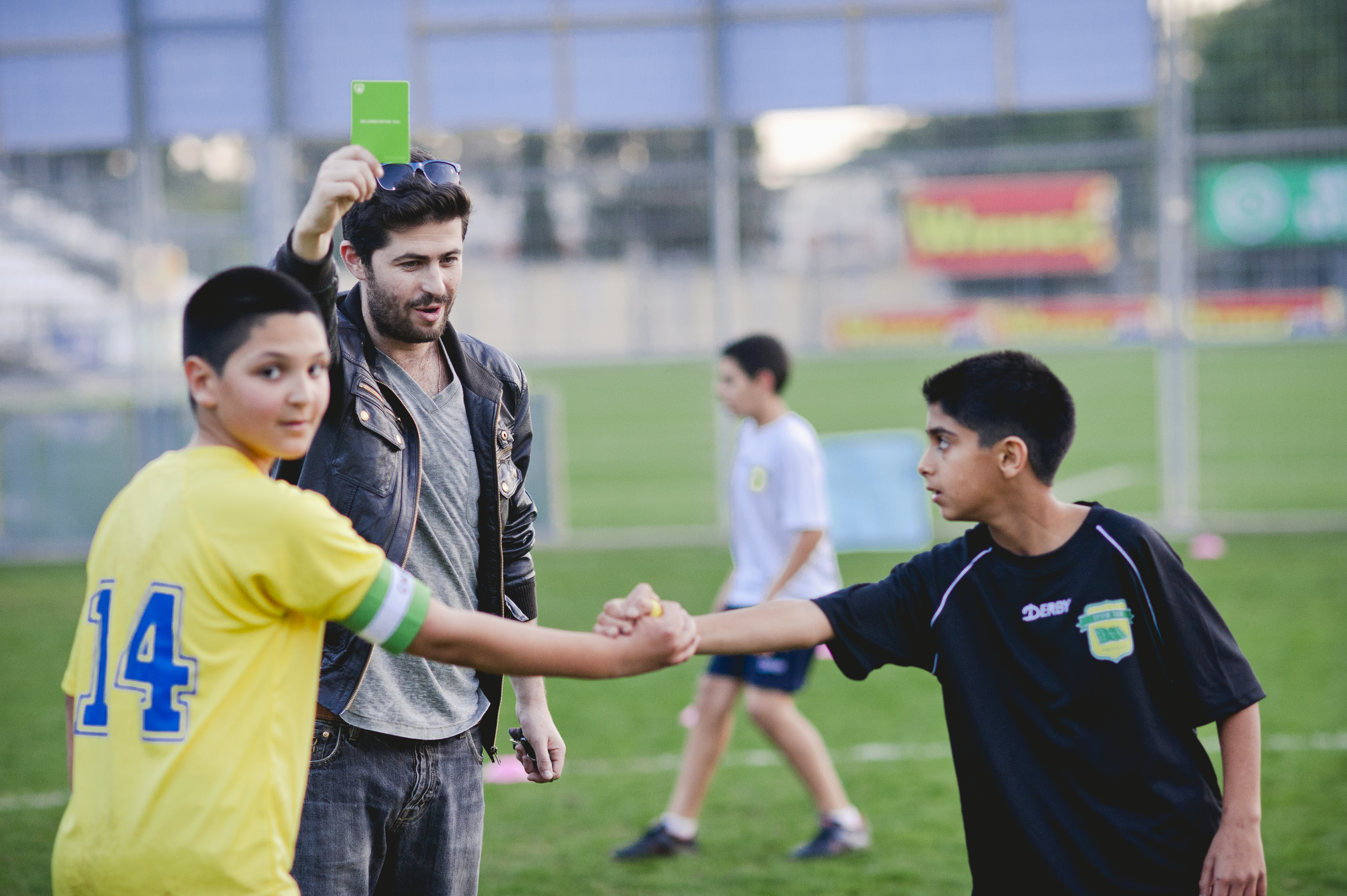
Voluntário juiz puxa um cartão verde, que é usado na troca igual a recompensar o bom desportivismo e fair

O projeto começou em 2009, com sete equipes de futebol, de sete escolas diferentes, e desde então tem crescido rapidamente. Hoje (2016) 115 equipes que participam no projecto de Israel, incluindo 1.700 crianças de 9 a 12. Os participantes incluem meninos e meninas; Judeus, Muçulmanos, drusos e outros; Equipes de surdos e deficientes auditivos; E equipes mistos - judeus e Árabes, as crianças novas dos imigrantes nascidos lado israelense.
As crianças envolvidas no projeto quatro vezes por semana. Duas sessões são dedicadas à prática do futebol, e outros dois - aprendizagem, lição de casa e preparação para exames. Os torneios são realizadas uma vez por mês entre os equipes. Participação no futebol Atividades para crianças de participação centros de aprendizagem condicionais e comportamento adequado nas escolas. As equipes de coordenadores, pessoal administrativo, mentores e juízes voluntários projeto de trabalho, um total de 300 voluntários ativos de TI.
O projeto é apoiado pela Associação de Futebol de Israel e da UEFA, a Associação Europeia de Futebol. Em 2013 juntouse o apoio da Embaixada Britânica em Israel.

## Eventos especiais

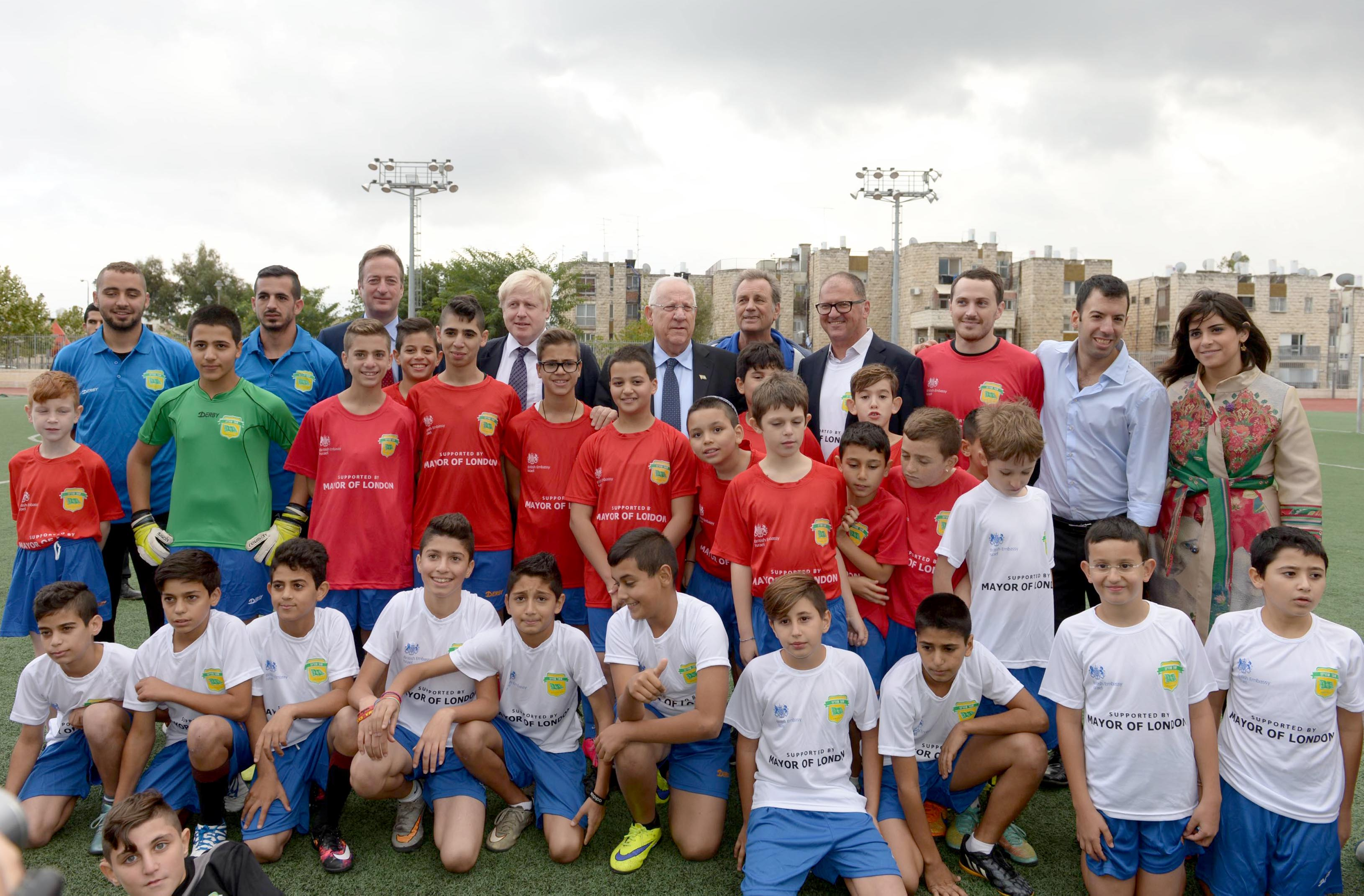
O Presidente israelense, Reuven Rivlin, e prefeito de Londres, Boris Johnson, o evento de abertura temporada de futebol da "Gol da Igualdade", novembro 2015

- Em dezembro de 2014, a embaixada britânica em Israel iniciou um torneio de futebol para marcar o cessar-fogo 100th evento conhecido como o Natal: Natal de 1914, a Primeira Guerra Mundial, os soldados Britânicos pararam os combates entre o Alemão e teve seu jogo de futebol festivo.
Durante o torneio, disse o embaixador Britânico Matthew Gould: "Aqui era um verão difícil agora não há política, é só usar o futebol para construir pontes e amizades." Jogadores de futebol famosos participaram do torneio, e sua presença causou emoção e alegria para as crianças. Veterano radialista Zouheir Bahloul disse à multidão: "Eu sou um árabe, mas eu transmitir futebol em Língua hebraica Nós árabes e judeus fora, mas em campo estamos juntos, e não há nenhuma chance de vencer se não o fizermos “dupla passagem” adequadamente entre árabes e judeus.”
- Em agosto de 2016, uma delegação de dois equipes de projecto, muçulmano e judeu, em uma viagem ao Brasil, durante a existência dos Jogos Olímpicos de Verão de 2016 no Rio de Janeiro. Durante os jogos as crianças assistiram as competições com a participação de atletas israelenses e outros, e realizou partidas de futebol com grupos de crianças de diferentes países, incluindo o Estádio Olímpico, Allianz Parque de Palmeiras, de um funcionário jogo de exibição, realizada último jogo da Campeonato Brasileiro de Futebol. A delegação recebeu cobertura muito ampla nos meios de comunicação, Brasil e Israel.[2]